# Joseph Richardson
Joseph Richardson (* 1. Februar 1778 in Billerica, Massachusetts; † 25. September 1871 in Hingham, Massachusetts) war ein US-amerikanischer Politiker. Zwischen 1827 und 1831 vertrat er den Bundesstaat Massachusetts im US-Repräsentantenhaus.

## Werdegang
Joseph Richardson besuchte sowohl öffentliche als auch private Schulen und studierte danach bis 1802 am Dartmouth College in Hanover (New Hampshire). Zwischen 1804 und 1806 war er in Charlestown als Lehrer tätig. Nach einem Theologiestudium und seiner 1806 erfolgten Ordination zum Geistlichen der Unitarian Church begann er in Hingham in seinem neuen Beruf zu arbeiten. Gleichzeitig schlug er eine politische Laufbahn ein. Im Jahr 1820 nahm er als Delegierter an einer Versammlung zur Überarbeitung der Verfassung von Massachusetts teil. Zwischen 1821 und 1822 saß er als Abgeordneter im  Repräsentantenhaus von Massachusetts; von 1823 bis 1826 gehörte er zwei Mal dem Staatssenat an. In den 1820er Jahren schloss er sich der Bewegung gegen den späteren Präsidenten Andrew Jackson an und wurde Mitglied der kurzlebigen National Republican Party.
Bei den Kongresswahlen des Jahres 1826 wurde Richardson im elften Wahlbezirk von Massachusetts in das US-Repräsentantenhaus in Washington, D.C. gewählt, wo er am 4. März 1827 die Nachfolge von Aaron Hobart antrat. Nach einer Wiederwahl konnte er bis zum 3. März 1831 zwei Legislaturperioden im Kongress absolvieren. Seit dem Amtsantritt von Präsident Jackson im Jahr 1829 wurde innerhalb und außerhalb des Kongresses heftig über dessen Politik diskutiert. Dabei ging es um die umstrittene Durchsetzung des Indian Removal Act, den Konflikt mit dem Staat South Carolina, der in der Nullifikationskrise gipfelte, und die Bankenpolitik des Präsidenten.
Im Jahr 1830 verzichtete Joseph Richardson auf eine weitere Kandidatur. Nach dem Ende seiner Zeit im US-Repräsentantenhaus betätigte er sich wieder als Geistlicher. Er starb am 25. September 1871 in Hingham, wo er auch beigesetzt wurde.